# Торий-230
То́рий-230 (англ. thorium-230), историческое название ио́ний (лат. Ionium, обозначается символом Io) — радиоактивный нуклид химического элемента тория с атомным номером 90 и массовым числом 230. Открыт в 1907 году американским радиохимиком Бертрамом Болтвудом (англ. Bertram Boltwood).
Принадлежит к радиоактивному семейству урана-238 (так называемый ряд радия).

## Образование и распад
Торий-230 непосредственно образуется в результате следующих распадов:
- β−-распад нуклида 230Ac (период полураспада составляет 122(3)[2] с):

{\displaystyle \mathrm {{}_{89}^{230}Ac} \rightarrow \mathrm {{}_{90}^{230}Th} +e^{-}+{\bar {\nu }}_{e}.}
- β+-распад нуклида протактиния 230Pa (период полураспада составляет 17,4(5)[2] суток):

{\displaystyle \mathrm {^{230}_{91}Pa} \rightarrow \mathrm {^{230}_{90}Th} +e^{+}+{\nu }_{e}.}
- α-распад нуклида урана 234U (период полураспада составляет 2,455(6)⋅105[2] лет):

{\displaystyle \mathrm {^{234}_{92}U} \rightarrow \mathrm {^{230}_{90}Th} +\mathrm {^{4}_{2}He} .}
Сам торий-230 также α-радиоактивен, в результате распада образуется нуклид 226Ra (выделяемая энергия 4770,0(15) кэВ):
{\displaystyle \mathrm {{}_{90}^{230}Th} \rightarrow \mathrm {{}_{88}^{226}Ra} +\mathrm {{}_{2}^{4}He} ;}
энергия испускаемых α-частиц 4687,0 кэВ (в 76,3% случаев) и 4620,5 кэВ (в 23,4% случаев).
Для этого нуклида существует также чрезвычайно низкая вероятность кластерного распада (с испусканием ядра 24Ne и образованием ядра ртути-206; вероятность события 5,6⋅10−11(10) %). Спонтанное деление нуклида разрешено законами сохранения, но экспериментально не обнаружено (вероятность менее 5⋅10−11 %).

## В фантастике
- В романе Роберта Хайнлайна под названием «Будет скафандр — будут и путешествия!» (англ. Have Space Suit — Will Travel) период полураспада тория-230 используется в качестве характерной величины для указания длительности промежутков времени.